# 디바 (음악 그룹)
디바(영어: DIVA)는 공연그룹이다. 지금은 채리나, 김진, 이민경으로 공연그룹이다. 비키도 이그룹의 멤버이다. 대한민국 가요계 역사상 걸 그룹 중 가장 정규앨범을 많이 발표한 그룹이다. 2007년에 해체하였다. 2022년 7월 16일 ~ 현재 음악그룹에서 공연그룹으로 바뀌었다. 원래는 이그룹에 리더가 1대리더가 채리나이고  2대리더가 비키였지만 음악그룹에서 공연그룹으로 변경이 됀이후로는 리더가 없다. 거기에다가 음반도 안내고 있기도 하다. 이그룹은 2024년에도 타임캡슐 슈퍼콘서트에 참여한다. 2022년 7월 16일에 지금의 멤버로 디바가 재결성이 됐다. 지금의 공연그룹의 채리나가 2023년 9월 24일 인스타그램에 올린 사진에는 비키가 출현했다.

## 활동
1997년 음반 《Funky Diva》과 타이틀 곡 〈그래〉  후속곡 〈12월의 드라마〉로 데뷔하였다. 초기 멤버는 채리나, 비키, 지니였다. 그러다가 1998년 디바 2집이 〈왜불러〉와 〈Joy〉로 크게 히트한다. 이후 타이완에서도 영어로 된 앨범을 발매하며 큰 사랑을 받는다. 타이완 활동을 마치고 멤버 중 지니가 영주권 문제로 인해서 탈퇴하였다. 그러나 실제로 지니는 2010년 케이블 방송의 모 토크쇼에서 탈퇴 이유가 멤버간의 불화였다고 밝힌 바 있다.
1999년 3집 활동을 시작하며 유니티의 멤버 이민경을 영입한다. 1999년에 3집 《Millennium》을 발표한 디바는 당시 타이틀 곡 〈고리〉로 한 달밖에 활동하지 않았으며, 이상민이 만든 혼성 프로젝트 그룹 브로스(Bros)로 활동도 하였다. 3집 활동을 마무리하려고 하던 때에 룰라 출신인 채리나가 솔로 선언 및 룰라 재결성 동참으로 탈퇴하며, 2집 때 활동했던 지니가 다시 들어왔다. 당시 모델 장윤주가 한때 물망에 올랐으나 고사하였으며 장윤주 외에도 샵 1집 활동 도중 개인사정 때문에 탈퇴한   오희종이 채리나 후임 물망에 한때 거론됐다.
디바는 다시 비키, 이민경, 지니로 재정비해 2000년 겨울 4집 《Naughty Diva》를 발표한다. 이 앨범은 종전까지의 앨범들과 달리 귀여움 대신 섹시함과 강렬함이 강조된 것이 특징으로, ‘아프로 트립합 펑크’ 장르의 타이틀 곡 〈Up & Down〉 등 다양한 곡이 실렸다. 이 앨범은 타이틀 곡 〈Up & Down〉과 발라드곡 〈이 겨울에〉로 많은 사랑을 받는다. 2001년 여름 5집 《The Diva》를 발표한다. 비키의 삭발 헤어로 화제가 되고 타이틀 곡 〈딱이야〉는 인기몰이를 하게 된다.
2002년 가을 6집 《Luxury Diva》를 발표한 디바는 타이틀 곡 〈Action〉으로 활동하지만 예전에 비해 많은 인기를 얻지 못하고 가요 프로에는 꾸준히 참여하였다. 2년 뒤 2004년 1월 7집 《Renaissance》 〈Hey Boy〉로 컴백하지만 7집 역시 큰 인기를 얻지 못하였다. 2005년 여름 8집을 발표한 디바는 타이틀 곡 〈웃어요〉로 활동을 시작한다. 신나는 댄스곡으로 전작보다 좋은 반응을 얻었지만, 8집 앨범 활동이 끝나고 2006년 초 소속사와의 계약이 만료되었다. 이 때 팀의 막내인 이민경은 솔로 가수로 활동하고 싶다는 이유로 디바에서 탈퇴한다. 이후 비키, 지니는 9집을 준비하던 중 수입을 마련하기 위해 국군방송 위주의 행사를 했으나 이민경 탈퇴 후 수입이 거의 없어 9집 음반 준비는 무산되고 잠정 해체되었다. 현재 멤버 비키는 2009년 7월 25일 결혼하였으며, 이민경은 뮤지컬 배우로 활동하고 있으며, 지니는 본명인 김진으로 디자이너로서 활약하고 있다.

## 2022년7월 16일~ 과거타임캡슐 슈퍼콘서트
2022년 7월 16일 용인 용인대학교종합운동장 에서 열리는 2022년 타임캡슐 슈퍼콘서트에 디바가 참여했다. 이번에는 멤버 구성이 다른 것이, 채리나랑 같이 원년멤버로 이 그룹에서 활동을 같이 했던 김진과 이 그룹의 추가멤버로 활동을 했던 이민경은 물론 김진과 함께 이 그룹의 원년 멤버로 활동했던 채리나도 디바의 무대로 참여하게 된다. 채리나, 김진, 이민경 구성으로는 이번 무대가 처음인 셈이다. 특히 김진과 함께 이그룹의 원년 멤버로 활동 했던 채리나의 경우는 디바의 멤버로 무대에 참여하는 것은 22년만인 셈이다.
2022년 9월 17일 춘천에서 열리는 춘천 팸팸 페스타에도 위와 같은 멤버 구성으로 참여한 것으로 보아 룰라의 출연 여부와는 큰 연관이 없어 보인다.
2022년 10월 1일 부산 신라대학교대운동장 에서 열리는 2022년 타임캡슐 슈퍼콘서트에 디바가 참여했다. 채리나, 김진, 이민경 구성으로 참여했다.
2023년 6월 24일 전주 한국소리문화의전당야외공연장 에서 열리는 2023년 타임캡슐 슈퍼콘서트에 참여한다. 채리나, 김진, 이민경 구성으로는 이번 무대에 또오른다.
2023년 7월 1일 인천 인하대학교 특설무대 에서 열리는 2023년 타임캡슐 슈퍼콘서트에 참여한다. 채리나, 김진, 이민경 구성으로는 이번 무대에 또오른다.
2023년 9월 23일 고려대학교 화정체육관 에서 열리는 레트로 슈퍼콘서트에 채리나, 김진, 이민경 구성으로 참여했다.
2023년 10월 28일 대구엑스포서관2홀 에서 열리는 레트로 슈퍼콘서트에 채리나, 김진, 이민경 구성으로 참여했다.
2023년 11월 25일 광주 김대중컨벤션센터터 에서 열리는 2023년 타임캡슐 슈퍼콘서트에 참여한다. 채리나, 김진, 이민경 구성으로는 이번 무대에 또한번 참여했다
2023년 12월 16일 울산 동천체육관 에서 열리는 2023년 타임캡슐 슈퍼콘서트에 참여한다. 채리나, 김진, 이민경 구성으로는 이번 무대에 또한번 참여했다.
2024년 6월 29일 인천 송도달빛축제공원에서 열리는 2024년 타입캡슐 슈퍼콘서트에 참여한다.
2024년 7월 13일 대전 목원대학교 특설무대에서 열리는 2024년 타입캡슐 슈퍼콘서트에 참여한다.

## 앨범 목록
| 앨범           | 앨범 명                    | 발표곡                                                             | 발매 일자 | 멤버                 | 비고 |
| -------------- | -------------------------- | ------------------------------------------------------------------ | --------- | -------------------- | --- |
| 1집            | Funky Diva                 | 그래, 12월의 드라마                                                | 1997.8.29 | 채리나, 비키, 지니   | 디바 발표음반 중 최고 음반판매량 기록 (27만장) 1997년 6월에 발매될 예정이었지만 지니의 돌연 잠적으로 발매가 미루어졌다. 이 시기에 정했던 본래 타이틀곡은 '골드(Gold)'다. 대한민국 걸그룹 최초로 음반판매량 20만장 돌파에 성공했다.                                  |
| 2집            | Snappy Diva's Second Album | 왜불러, Joy                                                        | 1998.4.20 | 채리나, 비키, 지니   | 데뷔 후 처음으로 <왜 불러>로 가요프로에서 1위 수상 음반 판매량 24만장. |
| 영어앨범(대만) | Dream                      | I'll Get Your Love 등                                              | 1999.2.1  | 채리나, 비키, 지니   | 이 앨범을 끝으로 지니가 영주권 문제로 탈퇴 선언 타이틀 곡 'I'll Get Your Love', 'Never Say Good-bye'는 다음 해 발표된 3집에서 한국어로 번안되어 수록되었다. |
| 3집            | Millennium                 | 고리, 좋아하면 다 그래 , 느껴봐, 동전같은 사랑, I'll Get Your Love | 1999.7.1  | 채리나, 비키, 이민경 | 지니 탈퇴로 유니티 멤버였던 이민경 영입. 브로스 활동 등의 이유로 1달간 짧게 활동하였다. 음반 판매량 15만장. 타이틀 곡 <고리>의 본래 제목은 'Yo! Yo!'였다. 하지만 당시 신화가 비슷한 이름의 후속곡으로 활동하는 바람에 'Yo! Yo!'는 부제목에 쓰였다고 알려진다.       |
| 4집            | Naughty Diva               | Up & Down, 이 겨울에, Crazy                                        | 2000.11.8 | 비키, 지니, 이민경   | 리더인 채리나가 솔로 선언 및 룰라 재결합 동참으로 탈퇴로 지니 재영입. 비키 리더로 변경 발매 당시 타이틀곡 Up & Down이 국내 곡들 중 가장 빠른 비트의 곡으로 알려졌었다. 음반 판매량 11만 6천장. 이 앨범을 끝으로 디바는 이후 앨범 판매량에서 10만장을 넘기지 못했다. |
| 5집            | The Diva                   | 딱이야, D.V.D                                                      | 2001.8.16 | 비키, 지니, 이민경   | 음반 판매량 7만 7천장. |
| 6집            | Luxury Diva                | Action, 바람바람바람                                               | 2002.8.28 | 비키, 지니, 이민경   | 음반 판매량 5만 6천장. |
| Best           | World and Special Non-Stop |                                                                    | 2003.6.20 |                      | 베스트 앨범으로, 이 해에 디바는 정규 음반을 발표하지 않았다. |
| 7집            | Renaissance                | Hey boy, Amoremio                                                  | 2004.1.28 | 비키, 지니, 이민경   | 2년 만에 정규앨범 발표. 음반 판매량 2만장 |
| 8집            | Only Diva                  | 웃어요, My style, 76-70=♡ (Feat. 휘성)                             | 2005.8.12 | 비키, 지니, 이민경   | 마지막 정규앨범. 음반 판매량 5천장 |
|                |                            | 행사 위주로 활동하였으나 수입 저조로 해체                          | 2006      | 비키, 지니           | 솔로 선언으로 이민경 탈퇴 |

### O.S.T
| 참여 영화 및 드라마 | 참여 곡   | 발매 일자 | 비고        |
| ------------------- | --------- | --------- | ----------- |
| 영화 신라의 달밤    | 정말싫어! | 2001.5.1  |             |
| 영화 Project X      | 미련      | 2003.2.6  |             |
| 드라마 때려         | 그런거죠  | 2003.10.8 | 지니만 참여 |

### 프로젝트 앨범
- 2005년 The Feiends Volume1 (마지막일 것) ... (이민경만 참여)